# Epinecrophylla spodionota
El hormiguerito submontano (en Perú) (Epinecrophylla spodionota), también denominado hormiguerito ecuatoriano  (en Colombia y Ecuador), es una especie de ave paseriforme de la familia Thamnophilidae perteneciente al género Epinecrophylla. Es nativo de los Andes del noroeste y oeste de América del Sur.

## Distribución yhábitat
Se distribuye por las estribaciones orientales de los Andes desde el sur de Colombia, por Ecuador, hasta el sureste de Perú. Ver más detalles en Subespecies.
Esta especie es poco común en el sotobosque de bosques submontanos entre los 600 y los 1425 m de altitud.

## Sistemática

### Descripción original
La especie E. spodionota fue descrita por primera vez por los ornitólogos británicos Philip Lutley Sclater y Osbert Salvin en 1880 bajo el nombre científico Myrmotherula spodionota; localidad tipo «Sarayacu, Pastaza, Ecuador».

### Etimología
El nombre genérico femenino «Epinecrophylla» proviene del griego «epi»: sobre, «nekros»: muerto, y «phullon»: hoja; significando «sobre hojas muertas», reflejando la fuerte predilección de las especies de este género por buscar insectos en hojas muertas colgantes; y el nombre de la especie «spodionota», del griego «spodios»: de color de ceniza y «nōtos»: de espalda, significando «de dorso color de ceniza».

### Taxonomía
Ya fue considerada conespecífica con Epinecrophylla haematonota. Es pariente próxima de ésta y de E. amazonica.
Diversos autores sugirieron que el género Myrmotherula no era monofilético, uno de los grupos que fueron identificados como diferente del Myrmotherula verdadero fue el grupo de garganta punteada o haematonota, cuyos miembros comparten similitudes de plumaje, de hábitos de alimentación y de vocalización. Finalmente, análisis filogenéticos de la familia conducidos por Isler et al. (2006), incluyendo 6 especies del grupo haematonota y más 12 de Myrmotherula, encontraron que los dos grupos no estaban hermanados. Para aquel grupo fue descrito el género Epinecrophylla. La separación en el nuevo género fue aprobada por la Propuesta N° 275 al South American Classification Committee (SACC) en mayo de 2007.

### Subespecies
Según la clasificación del Congreso Ornitológico Internacional (IOC) (Versión 7.2, 2017) y Clements Checklist v.2016, se reconocen 2 subespecies, con su correspondiente distribución geográfica:
- Epinecrophylla spodionota spodionota (P. L. Sclater & Salvin, 1880) – pendiente oriental de los Andes desde el sur de Colombia (Cauca, Caquetá) hacia el sur hasta el norte de Perú (Amazonas al norte del río Marañón).
- Epinecrophylla spodionota sororia (Berlepsch & Stolzmann, 1894) – pendiente oriental en Perú al sur del Marañón (San Martín hacia el sur hasta Madre de Dios).